# Machinefabriek Breda
De Machinefabriek "Breda" was een Nederlandse machinefabriek, die - met een korte voorgeschiedenis te Tilburg - gevestigd was te Breda. Zij genoot lange tijd een internationale reputatie op stoomgebied, zowel voor stoomketels als stoommachines. Een tijdelijke specialiteit vormden stoomlocomotieven,het bedrijf was een belangrijke leverancier van stoomlocomotieven aan de Nederlandse stoomtrambedrijven maar ook aan buitenlandse bedrijven

## Ontstaan en groei
De onderneming kent een voorloper in de firma De Bruyn Kops, Mannsbach & Cie., die in 1855 startte in Tilburg. De belangrijkste grondlegger, de civiel ingenieur Cornelis Marie de Bruyn Kops (Hoorn, 1829- Breda, 1885), ging hier in 1859 verder onder de naam De Bruyn Kops & Cie., tot 1861. Samen met zijn nieuwe compagnon Jhr. Ferdinand Backer (Amsterdam, 1835 - Breda, 1900) werd het bedrijf van de nieuwe vennootschap De Bruyn Kops & Backer in 1862 overgeplaatst naar Breda.

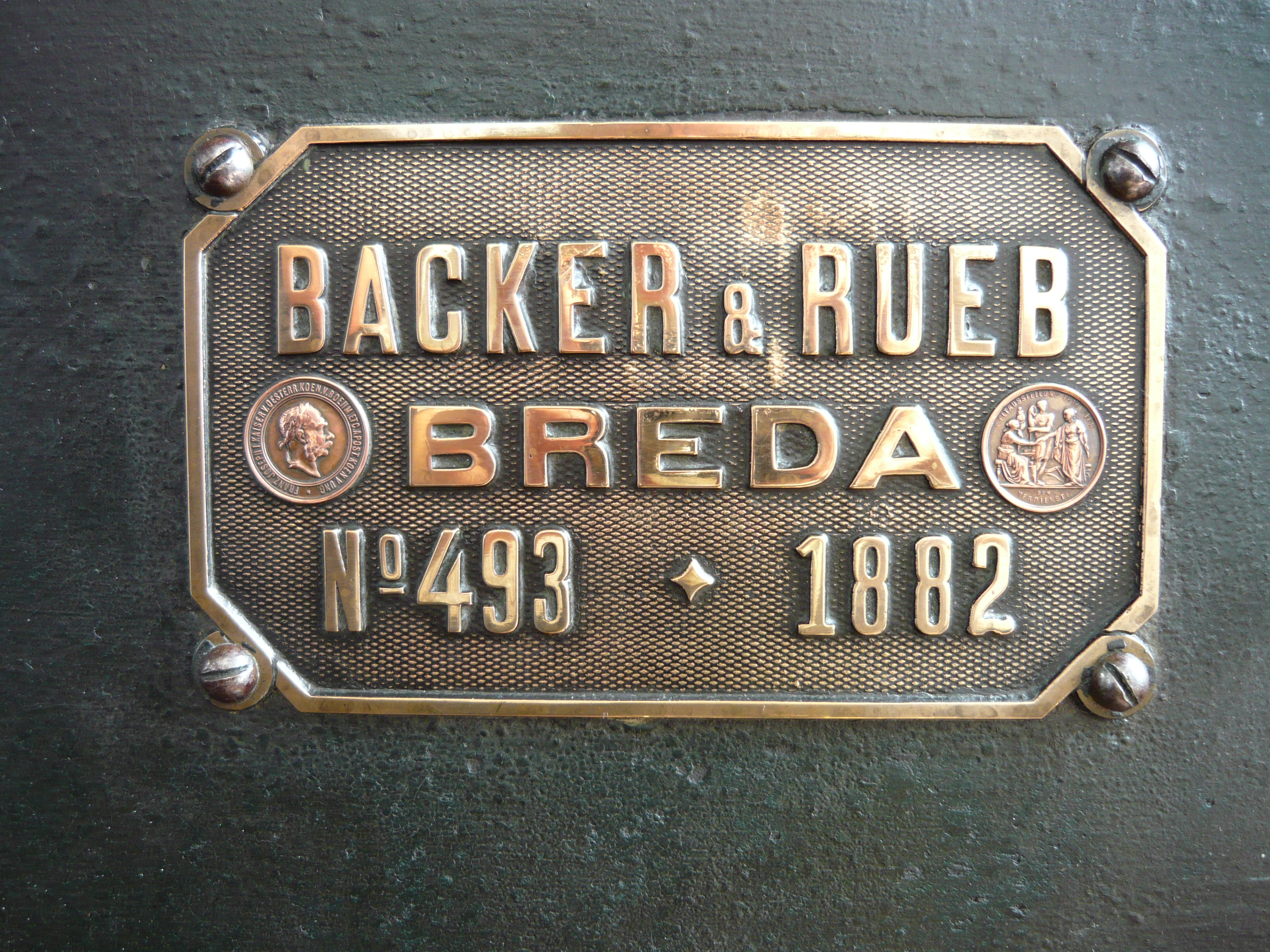
Plaatje Backer & Rueb op machine Stoomgemaal Hertog Reijnout, gedateerd 1882

De onderneming in Breda bleef de naam De Bruyn Kops & Backer houden nadat De Bruyn Kops zich in 1868 had teruggetrokken. In 1870 werd Johann Gerhard Rueb (Rotterdam, 1844 - Breda, 1930) de nieuwe compagnon van Backer en werd de bedrijfsnaam Backer & Rueb. In 1884 werd de naam gewijzigd in NV Machinefabriek Breda v/h Backer & Rueb. Het bedrijf droeg ondanks de nv-vorm tot begin 20e eeuw een familiekarakter: de zoon van Rueb, Gerhard Christiaan Conraad (Breda, 1876 - Breda, 1916), trad in 1907 op als mededirecteur naast zijn vader. Volgens eigen opgave bij de inzending op de Tentoonstelling te Wenen, in 1873, telde het ruim 100 werklieden naast 10 beambten op het tekenbureau en kantoor. In 1897 had het bedrijf 350 werklieden in dienst.
De belangrijkste ontwikkelingen in de 20e eeuw waren de opkomst en afsplitsing van de elektrotechnische afdeling waarvan de installatie-afdeling in 1919 verder ging als zelfstandige nv, Electron. In 1928 werd in de Belcrum een nieuwe ketelmakerij opgericht, in 1939 was het gehele bedrijf verplaatst naar de nieuwe locatie. Ondertussen was in 1935 de machinefabriek van stadgenoot de Internationale Gewapend Beton-Bouw NV overgenomen en in 1939 Poelmans Lifttechniek te Amsterdam.
In 1967 trad de onderneming toe tot de Rijn-Schelde Combinatie, die later opging in het RSV-concern. Van 1973 tot 1987 was de naam BV Machinefabriek Breda. In 1987 werd deze bv gesplitst in drie bv's, Backer & Rueb Breda, Breda Packaging en Machinefabriek Breda.

## Activiteiten
Het bedrijf begon als algemene machinefabriek en ijzergieterij. Het produceerde al gauw stoomketels en stoommachines, naast bijvoorbeeld gietwerk als tuintafels, huismangels, pompwerktuigen en metaalconstructiewerk. Een specialiteit werden de locomobiles, transportabele stoominstallaties. Zowel stoomketels als stoommachines bleven lang een hoofdproduct. Machinefabriek Breda vervaardigde begin 20e eeuw onder meer gelijkstroomstoommachines. In 1910 had men 1200 stoommachines - inclusief de stoomlocomotieven en een 300 locomobilen - en 1700 stoomketels vervaardigd. Naast licenties van buitenlandse vindingen op dit gebied, zoals die voor de La Mont ketel in 1936, werden ook eigen producten ontwikkeld. In de jaren dertig van de 20ste eeuw werd de kleine ketel type H ontwikkeld, vanaf 1947 vervaardigde men de eigen ontwikkelde waterpijpvlamketel type L. De zogenoemde Breda calorifères, verwarmingsketels, waren in Nederland geoctrooieerd. Verder was Breda licentiehouder voor Nederland van het systeem Caliqua voor warmwatervoorziening. Een eenmalig uitstapje buiten de stoomtechniek betrof een in 1913 gedemonstreerde dieselmotor.
Mede om complete bedrijfsinrichtingen te kunnen leveren trad Breda ook op als vertegenwoordiger van andere machinefabrieken als Gwynne voor centrifugaalpompen en Hodgkins, Neuhaus en Comp voor pulsometers (1877). Een bijzonder karwei betrof een gietijzeren vuurtoren voor Zwaantjes Droogte in 1870.
Vanaf circa 1900 werden ook elektrotechnische apparatuur en installaties gemaakt, van schakelborden en schakelkasten tot elektromotoren en generatoren. In de periode 1925-1929 werden ook X-ray generatoren, voornamelijk voor medische toepassing, voor het Delftse Enraf gefabriceerd. Verder werden in de eerste helft van de 20e eeuw ook industriemachines vervaardigd zoals cacaomolens, houtbereidingsinstallaties, lichtbokken en drijfwerk.
In 1937 startte Breda met de productie van liften, paternosterliften en roltrappen, de laatste aanvankelijk in licentie van de fa. R. Stahl te Stuttgart. De afdeling roltrappen bleef bestaan tot de sluiting van de fabriek. De liftenafdeling is opgegaan in De Reus, later weer overgenomen door het Duitse ThyssenKrupp. Liften van Backer & Rueb waren onder andere te vinden in het voormalige stadhuis in Den Haag op het Burgemeester de Monchyplein (gesloopt in 1996), in het voormalige belastingkantoor in Rotterdam aan de Puntegaalstraat en ook de liften voor de perrons van station Rotterdam centraal. Voor Hoog Catharijne in Utrecht leverde Backer & Rueb begin jaren 70 tientallen liften, die tot op heden nog in gebruik zijn, ze zijn echter allemaal gemoderniseerd.
Na 1945 startte Breda met de vervaardiging van apparatuur voor de chemische en aardolie-industrie zoals fractioneercolonnes en drukvaten. Verder was er een afdeling voor constructiewerk zoals bruggen en sluizen. In 1958 begon men met de fabricage van verpakkingsmachines.

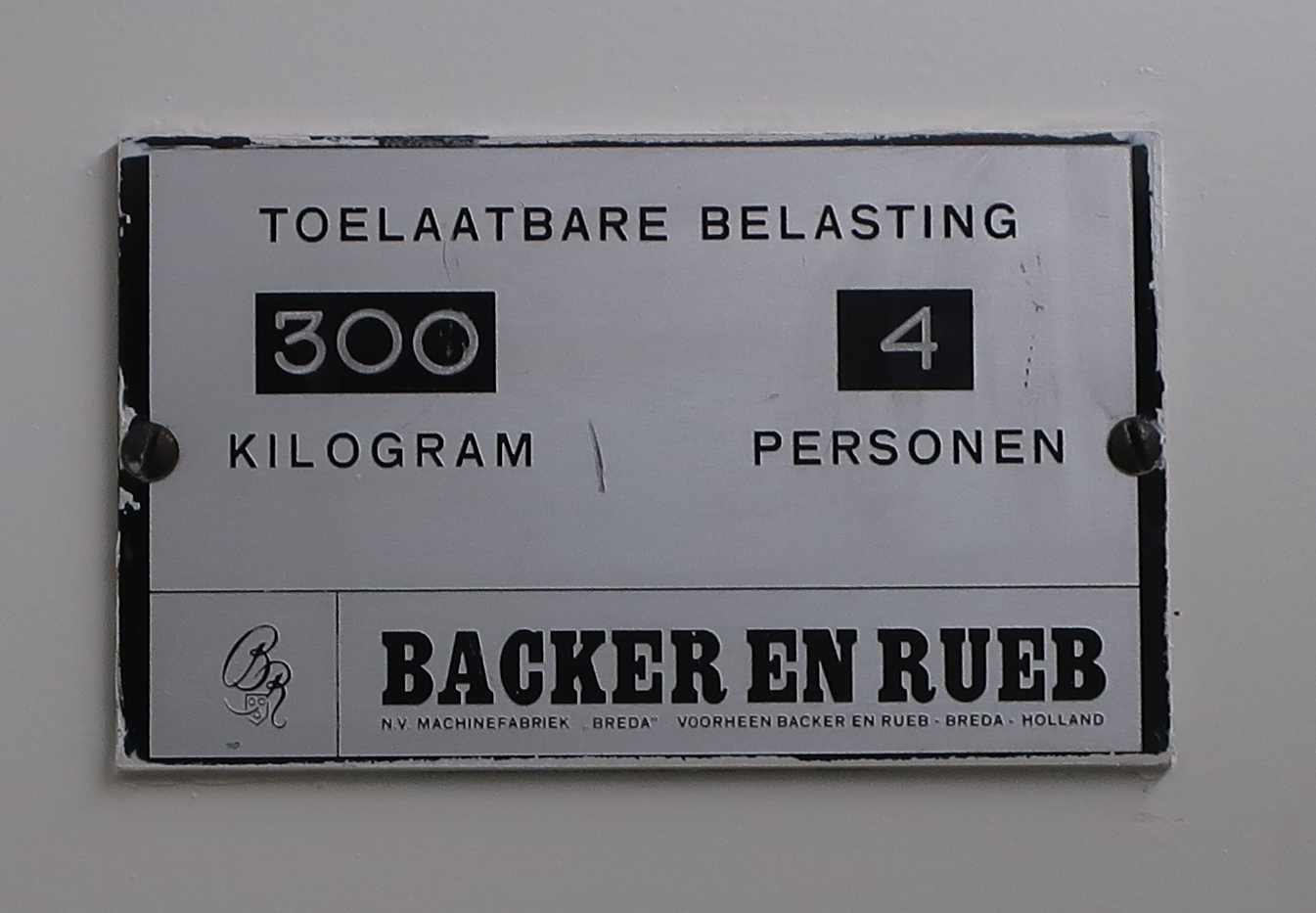
Belastingsplaat van een Backer en Rueb lift

## Locatie en gebouwen
De firma vestigde zich in 1861 in het oude deel van Breda, binnen de vestingswerken, op twee eilandjes in de rivier de Mark. Met de groei van de onderneming kwam het in de binnenstad steeds meer klem te zitten. Grote transporten waren onmogelijk en toen in de jaren twintig van de 20e eeuw in de nabijheid bedrijfsterrein beschikbaar kwam in de Belcrumpolder kocht de bedrijfsleiding een groot terrein, aan vaarwater. In eigen beheer werd daar in 1929 eerst huisvesting voor de ketelmakerij en pijpenbuigerij gerealiseerd. In 1939 volgde de rest van het bedrijf, de machine-afdeling en het kantoor. Onder invloed van de crisis was eerder, in 1931, de ijzergieterij (eerst tijdelijk, uiteindelijk definitief) gesloten. In de jaren vijftig kende het bedrijf een grote expansie wat leidde tot een nieuwe plaatwerkerij (1952) en pijpenbuigerij (1956). Rond 1960 was zowat de helft van het ruim 46.000 m² grote bedrijfsterrein aan de Speelhuislaan bebouwd.

## Personeel en financiën
Het bedrijf was al snel een van de grote werkgevers van Breda. Begin 20e eeuw telde de machinefabriek 300 tot 400 werklieden, een aantal dat tot 1940 min of meer gelijk bleef, hoewel in de crisisjaren de werkgelegenheid aanvankelijk sterk terugliep. In 1940 werkten er weer 600 arbeiders. De sterke naoorlogse expansie leidde ook tot een enorme groei van het personeelsbestand, tot ruim 1400 in 1962.
De bedrijfsresultaten van de naamloze vennootschap waren in de regel positief, maar begin jaren dertig stond het bedrijf voor de afgrond en leidde slechts financiële hulp van de Bredase ondernemer Charles Stulemeijer tot de redding en voortzetting. In 1935 vond de afstempeling van het aandelenkapitaal plaats, van f 2 mljn (uit 1920) tot f 700.000.De machinewerkplaats van het hoofdbedrijf van Stulemeijer, de HKI werd daarvoor gesloten, productie, inrichting en personeel overgebracht naar machinefabriek Breda. Begin jaren tachtig raakte het bedrijf weer in de problemen, in 1983 dreigde een faillissement. Overname door het bedrijvenconglomeraat van Joep van den Nieuwenhuyzen bood uiteindelijk geen soelaas en was slechts uitstel van executie.

## Locomotieven
Backer & Rueb bouwde zijn eerste stoomtramlocomotieven voor Nederland in 1883, zijn laatste in 1912. Tussen 1887 en 1910 leverde de fabriek meer stoomlocomotieven aan de Nederlandse tramwegen dan alle andere fabrikanten samen.
De 'vierkante' stoomtramlocomotieven van Backer & Rueb werden Breda-locomotieven of backertjes genoemd.
Het meest karakteristiek, en typerend voor Nederland, was het uiterlijk van de backertjes met 'huilogen', een kopwand met een klein vierkant raam met aan weerszijden een smal hoog, aan boven- en onderkant afgerond raam.

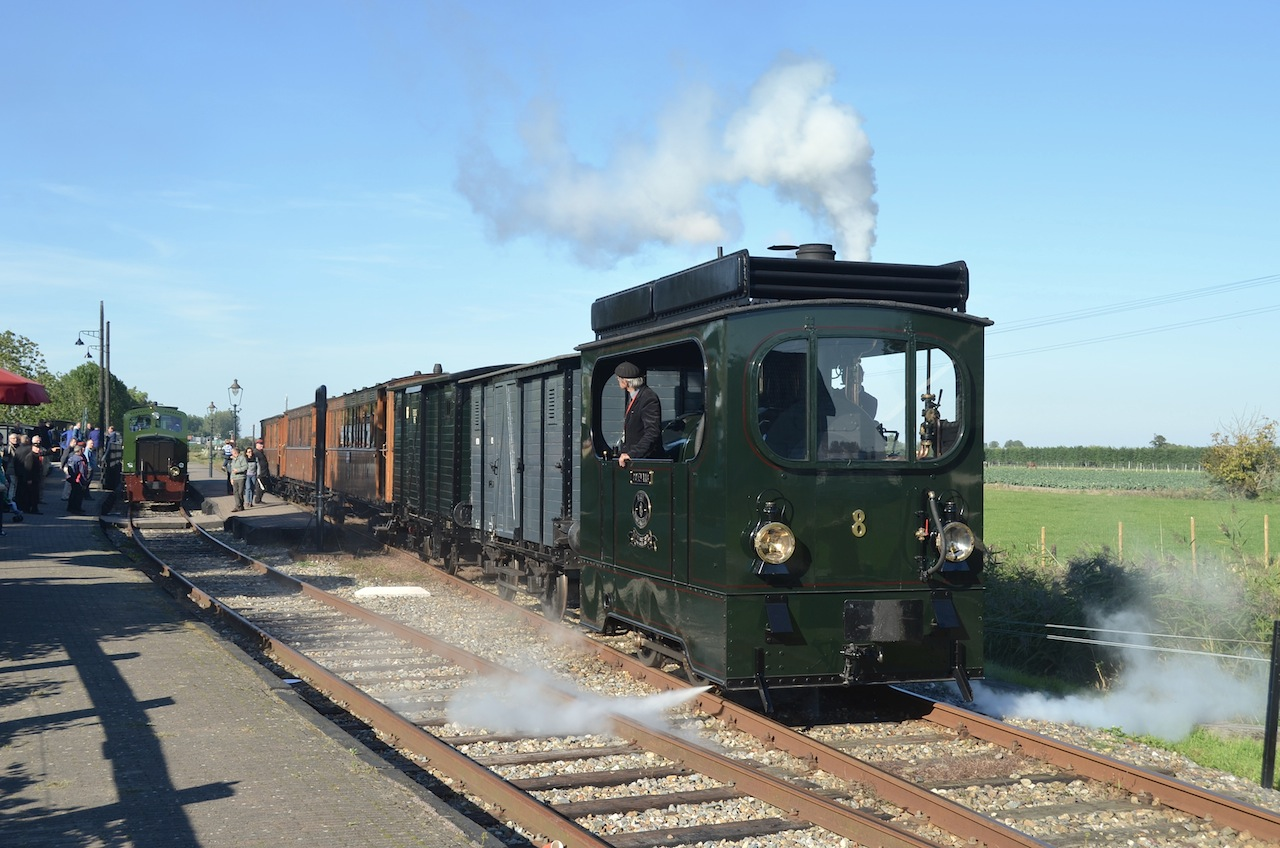
Loc HTM 8, een vierkante stoomtramlocomotief van Backer en Rueb, ingezet als museumlocomotief bij de SHM

De fabriek bouwde in totaal 306 stoomlocomotieven, 216 daarvan voor de Nederlandse tramwegen. Het aantal Nederlandse stoomtrambedrijven waaraan de fabriek rechtstreeks leverde, ligt rond de 28 (afhankelijk van hoe men bedrijven bij elkaar neemt). De bedrijven met de meeste rechtstreeks geleverde Breda-locomotieven waren:
- Dedemsvaartsche Stoomtramweg-Maatschappij (35 stuks)
- Rotterdamsche Tramweg Maatschappij (21)
- Hollandsche IJzeren Spoorweg Maatschappij, die ook tramwegen exploiteerde (17)
- (Tweede) Noord-Hollandsche Tramweg-Maatschappij (16)
- Ooster Stoomtram Maatschappij (14)
- Tramweg-Maatschappij "De Meijerij", incl. Eindhoven-Geldrop (12)
- Betuwsche Stoomtramweg-Maatschappij (11)
- Eerste Drentsche Stoomtramweg-Maatschappij (10)

De Betuwsche Stoomtram, de Stoomtram Tiel - Buren - Culemborg, de stoomtram Eindhoven-Geldrop en de NHT/TNHT hebben uitsluitend 'backertjes' in dienst gehad.
De machinefabriek Breda bouwde ook andere locomotieven, o.a. een tweeassige tramwegachterstandslocomotief voor de Landsspoorweg Suriname ('Para'. 1916), en voor de Staatsspoorwegen een aantal lokaalspoorlocomotieven (NS-serie 6800) en zelf ontworpen rangeerstoomlocomotieven (NS-serie 8100).

## Eerste ontwerpen, eerste locomotieven
Het oudst bekende Breda-ontwerp voor een stoomtramlocomotief dateert uit 1881, het jaar van de tramwegwedstrijd te Arnhem. Ir. J.G. Rueb was daar een van de juryleden geweest. Hier waren vier stoomtramlocomotieven in opdracht van de gemeente Arnhem onderworpen aan proeven om te zien welke het meest geschikt was voor de Arnhemse situatie. De locomotief op de tekening is voor normaalspoor en vertoont enige gelijkenis met een vroege Henschel-machine. Uit 1882 stamt een verwant ontwerp, bewaard in het bedrijfsarchief nu voor 1067 mm.
De eerste stoomtramlocomotieven die de fabriek in 1883/'84 bouwde waren naar een ontwerp na van Carels Frères te Gent, voor de HSM. In de jaren 1885-1888 bouwde de fabriek nog enkele variaties hierop, eveneens voor de HSM.
In 1883-1885 leverde de fabriek voor het eerst locomotieven volgens een eigen ontwerp, en wel aan de Ooster Stoomtram Maatschappij en de Geldersch-Overijsselsche Stoomtram Maatschappij, waarbij ir. J.W. Stous Sloot als adviseur optrad. Ook hij was jurylid te Arnhem geweest. Dit ontwerp was afgeleid van de constructiewijze van de Merryweather-locomotief, die Rueb en Stous Sloot bij de wedstrijd te Arnhem hadden leren kennen.
In 1886 kwam J.G. Rueb met een wijziging van dit ontwerp. Deze machines voor de DSM waren de eerste machines van het 'normale type'. Ze hadden nog een open kopwand, en een vergelijkbaar uiterlijk als de bewaarde lok Simbah in Indonesië. Vanaf 1891 (de Stoomtramweg-Maatschappij Oldambt – Pekela (SOP) 7) werd de kopwand van de locomotief meestal afgeleverd met de 'huilogen'.

## Werkspoor-backertjes
Een zestal Backertjes was niet gebouwd door de Machinefabriek Breda, maar door Werkspoor, namelijk de RTM 35 - 40. Deze waren gebouwd in 1906 en technisch vrijwel identiek aan de RTM 16 - 34. Uiterlijk waren ze alleen herkenbaar aan de andere vorm van de fabrieksplaat.

## Museumlocomotieven

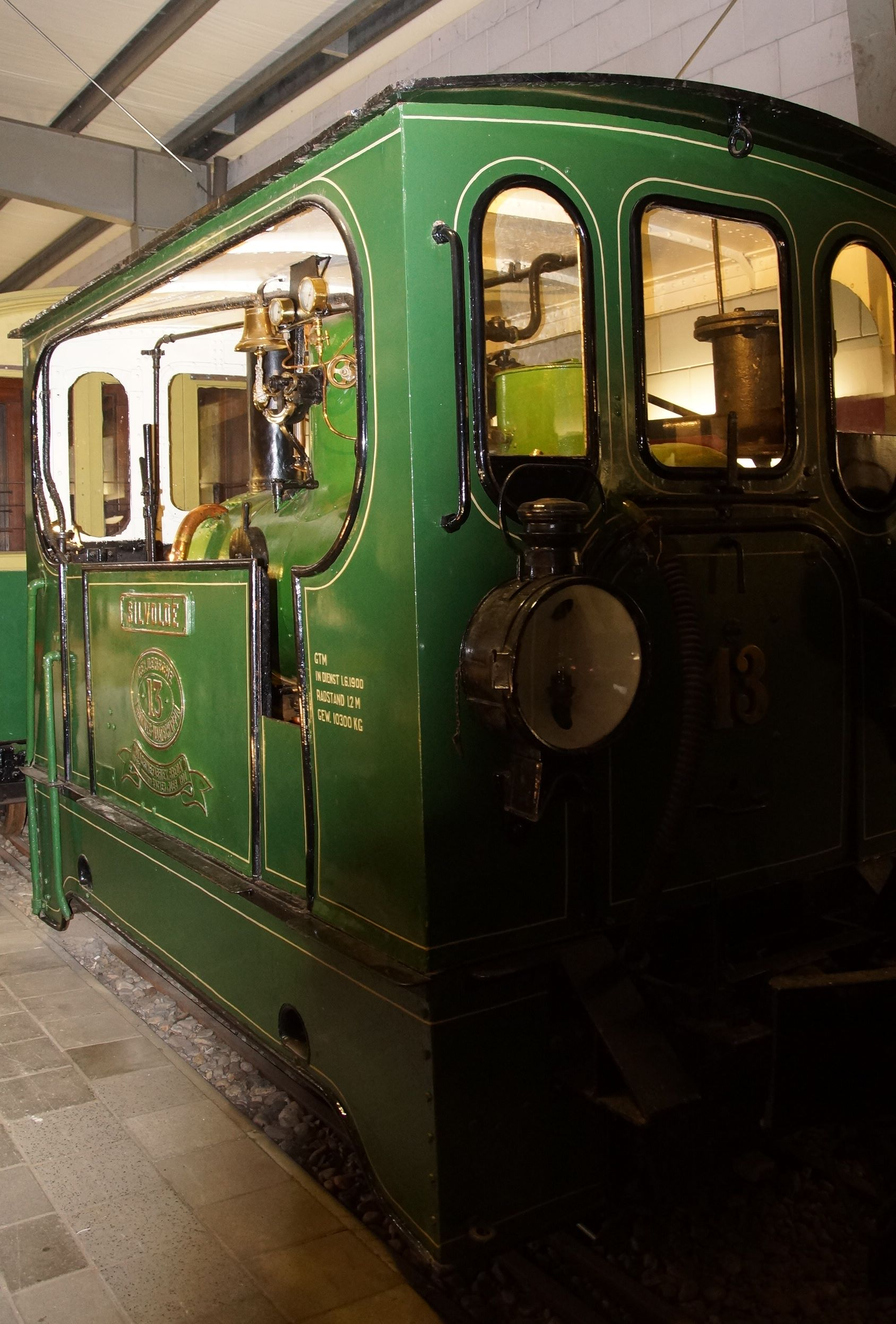
Stoomtrein Valkenburgse Meer- Backer & Rueb 182 Silvolde

- Gelderse Stoomtramweg Maatschappij (GSTM) 13 Silvolde (1900), in het Nationaal Smalspoormuseum (statisch object);
- Maatschappij tot Exploitatie van Staatsspoorwegen (SS) 657 (NS 8107, 1901), bij de Museum Buurtspoorweg (na complete restauratie, bedrijfsvaardig sinds 1988);
- Haagsche Tramweg-Maatschappij (HTM) 8 Ooievaar (1904), bij de Museumstoomtram Hoorn-Medemblik (herbouwd, bedrijfsvaardig sinds 2005);
- De Para (300/1916) is nog in Suriname aanwezig, in slechte staat;
- Op Java bestaat nog de 'vierkante' locomotief OJS (Oost Java Stoomtram) 11, bij de suikerfabriek Gondang Baru, met de naam Simbah, als statisch object in het 'suikermuseum' Gula Gondang.
- Er is op Java ook een tweede 'vierkante' OJS tramloc, namelijk loc nummer 2, die tegenwoordig als "TASIKMADU IX" te zien is bij de suikerplantage Tasikmadu
- Er is op Java ook een niet-tramloc aanwezig, bij suikerplantage Kedawung is loc 16 (293/1911) nog aanwezig (zij het met een ketel van Du Croo en Brauns)

## Replica
Het RTM-museum is sinds 2010 bezig met de bouw van een replica van een Backertje en wel van de RTM 37, een Werkspoor-backertje. Van de RTM-backertjes was het de 37 die het laatst, nl in 1956, afgevoerd werd. Daarom is het een replica daarvan die het meest geloofwaardig getoond kan worden in combinatie met het bewaard gebleven RTM-dieselmaterieel uit begin jaren 50.

## Stoomketels
In enkele suikerfabrieken (pabrik gula) op Java zijn anno 2010 nog steeds een paar mf Breda / Backer & Rueb stoomketels uit omstreeks 1920 in gebruik.